# Beneath (film 2013 Ketai)
Beneath è un film del 2013 diretto da Ben Ketai, ispirato a fatti realmente accaduti.

## Trama
Nel 2013 un crollo nella miniera di carbone di Brackett, lasciò un gruppo di minatori intrappolati sottoterra. Questo è ciò che accade sotto la superficie. 
Un minatore, scavando tra le rocce nota delle scie di sangue. Successivamente si rivolge ai suoi amici dicendo che c'è un superstite.
Quattro giorni prima, George Marsh festeggia l'imminenza del suo pensionamento insieme ai suoi colleghi di lavoro (Mundy, Torres, Strode, Grubbs, Rook, Masek e Randy) e alla figlia Samantha, che frequenta l'università di New York nella facoltà di diritto ambientale. Per via della sua passione, scoppia una discussione a cena dove la ragazza dichiara che il giorno successivo sarebbe andata con i ragazzi alla miniera per lavorare. Sam il giorno dopo mantiene la promessa e viene istruita alle basi per poter lavorare insieme al padre e agli amici. Lo scavatore, una macchina utilizzata per scavare rapidamente, incontra qualcosa di duro nel suo percorso. Lo schianto provoca un violento scontro che intrappolerà i minatori all'interno della miniera.
Isolati dall'aria pulita del ventilatore che si trova da tutt'altra parte, i minatori dovranno fare i conti con la lunga attesa per l'arrivo dei soccorsi, che li porterà pian piano a prendersela l'un con l'altro, raggiungendo lentamente la pazzia.